# Шибицє (Запрешич)
Шибицє (хорв. Šibice) — населений пункт у Хорватії, в Загребській жупанії у складі міста Запрешич.

## Населення
Населення за даними перепису 2011 року становило 746 осіб.
Динаміка чисельності населення поселення:

## Клімат
Середня річна температура становить 10,52 °C, середня максимальна – 25,04 °C, а середня мінімальна – -6,39 °C. Середня річна кількість опадів – 971 мм.
| Клімат поселення                              | Клімат поселення | Клімат поселення | Клімат поселення | Клімат поселення | Клімат поселення | Клімат поселення | Клімат поселення | Клімат поселення | Клімат поселення | Клімат поселення | Клімат поселення | Клімат поселення | Клімат поселення |
| Показник                                      | Січ.             | Лют.             | Бер.             | Квіт.            | Трав.            | Черв.            | Лип.             | Серп.            | Вер.             | Жовт.            | Лист.            | Груд.            |                  |
| Середній максимум, °C                         | 5,90             | 8,03             | 12,48            | 16,99            | 21,94            | 25,04            | 24,28            | 23,54            | 19,56            | 14,64            | 8,50             | 4,90             |                  |
| Середня температура, °C                       | −0,25            | 1,90             | 6,30             | 10,85            | 15,79            | 18,89            | 20,50            | 19,76            | 15,78            | 10,86            | 4,73             | 1,11             |                  |
| Середній мінімум, °C                          | −6,39            | −4,27            | 0,16             | 4,70             | 9,63             | 12,74            | 16,72            | 15,98            | 12,00            | 7,08             | 0,94             | −2,67            |                  |
| Норма опадів, мм                              | 51               | 50               | 66               | 71               | 82               | 108              | 91               | 94               | 97               | 96               | 96               | 69               |                  |
| Середньомісячна швидкість вітру, м/с          | 1.60             | 1.79             | 2.20             | 2.10             | 1.93             | 1.80             | 1.70             | 1.60             | 1.50             | 1.53             | 1.62             | 1.60             |                  |
| Середньомісячна сонячна радіація, кДж/м²·день | 4073             | 6850             | 10379            | 14807            | 18941            | 20820            | 21644            | 18796            | 13867            | 8521             | 4484             | 3285             |                  |
| --------------------------------------------- | ---------------- | ---------------- | ---------------- | ---------------- | ---------------- | ---------------- | ---------------- | ---------------- | ---------------- | ---------------- | ---------------- | ---------------- | ---------------- |
| Джерело:                                      |                  |                  |                  |                  |                  |                  |                  |                  |                  |                  |                  |                  |                  |